# Guddi Høybye
Carl Christian "Guddi" Høybye (født 1938, død januar 2023) var en dansk ishockeyspiller og -træner, som hele sin karriere spillede for Kjøbenhavns Skøjteløberforening (KSF), men hvem han bl.a. vandt otte danmarksmesterskaber. Han spillede desuden 37 landskampe for Danmarks ishockeylandshold, heraf fire VM-turneringer, og i 2017 blev han valgt ind i Danmarks Ishockey Unions Hall of Fame.
Høybye vandt den første af sine otte DM-titler, da han i 1956 som 16-årig var yngste spiller på det KSF-hold, der sikrede sig sit første DM ved at besejre Rungsted på en overrislet tennisbane i Hørsholm, der var mere flydende end frossen. Han var med i hele Østerbro-klubbens storhedstid og var i 1960'erne en af de største profiler i dansk ishockey. Det blev i alt til otte danmarksmesterskaber – det sidste i 1970.
Han var med ved fire af de fem verdensmesterskaber, som Danmark deltog i i 1960'erne. I 1962 blev VM spillet i Colorado Springs, USA. Danskerne var med ved VM for første gang, siden 1949 og tabte alle fem kampe i B-gruppen. Året efter, hvor VM blev spillet i Stockholm opnåede holdet sin første VM-sejr med 4-1 over Holland, hvor Høybye bidrog med et mål og en assist, og Politiken kårede ham til Danmarks bedste spiller. VM-turneringerne i 1966 i Jugoslavien og 1967 i Østrig var ligeledes med Høybye på det danske holdkort.
Den 21. marts 1971 blev Guddi Høybye hovedperson i en af dansk ishockeys største skandalesager. I sidste runde af 1. division mødtes ærkerivalerne Gladsaxe og KSF i en kamp, der ingen betydning havde for mesterskabet, som Gladsaxe allerede var sikker på at vinde. I anden periode forlod KSF-spillerne isen i protest mod "Gladsaxes svinske og farlige spil". Som klubformand og anfører for KSF overlod Høybye beslutningen om at fortsætte til holdkammeraterne, der valgte at afbryde kampen. Som anfører blev Høybye idømt to års karantæne for holdets udvandring fra kampen. Karantænen blev dog senere nedsat til ét år, så han sad udenfor i hele sæsonen 1971-72, hvilket pr. 2023 fortsat er den længste karantæne i dansk ishockeys historie. I hans sidste sæson, 1972-73 vandt KSF sølvmedaljer efter Herning, der vandt sit første mesterskab. 
Den følgende sæson var Høybye træner for KSF, og i 1974-75 var han træner for Hvidovre, der sikrede sig oprykning fra 2. division.
Guddi Høybye hentede i starten af 1970'erne canadierne Richard David og Andy Roy til KSF som nogle af de første udlændinge i dansk ishockey.
I 2017 blev Guddi Høybye valgt ind i Danmarks Ishockey Unions Hall of Fame sammen med bl.a. Richard David. Han var endvidere æresmedlem i KSF.

## DM-medaljer
- Guld (8): 1955-56, 1959-60, 1960-61, 1961-62, 1963-64, 1964-65, 1965-66, 1969-70.
- Sølv (2): 1966-67, 1972-73.
- Bronze (1): 1962-63.